# Eschatoceras nigrospinosus
Eschatoceras nigrospinosus är en insektsart som beskrevs av Heinrich Hugo Karny 1907. Eschatoceras nigrospinosus ingår i släktet Eschatoceras och familjen vårtbitare. Inga underarter finns listade i Catalogue of Life.